# Period Room
Ein Period Room, Epochenraum oder Stilraum ist ein spezieller Ausstellungsraum in einem Museum, in dem Kunstwerke verschiedener Gattungen zusammen in einem Ambiente präsentiert werden, das einer zeitgemäßen Räumlichkeit nachempfunden ist. In Period Rooms werden Gemälde, Skulpturen, Kunsthandwerk und Möbel gleichberechtigt in Räumen ausgestellt, die ganz oder teilweise mit originalen Wandverkleidungen, Decken, Fußböden, Portalen, Kaminen und Simsen ausgestattet sind und so ein ideales Gesamtbild einer Epoche zeigen sollen.
Museumsdidaktisch dienen Period Rooms weniger der Darstellung einzelner Werke, sondern der Vermittlung „historischer Stilrichtungen, Sammlungstrends und Dekorationstechniken“. Das dahinterstehende Ausstellungskonzept soll die Trennung der einzelnen Kunstgattungen wie Malerei, Bildhauerei und Kunsthandwerk aufheben und den Museumsbesuchern zeigen, dass man jedes einzelne Kunstwerk stets im Kontext seiner Zeit sehen sollte.

## Geschichte
Das Ausstellungsprinzip der Period Rooms entwickelte sich aus der Präsentation von Kunst durch adelige oder großbürgerlicher Kunstsammler.
Das Bayerische Nationalmuseum in München stellte bei seiner Eröffnung 1867 Kunst in Bestandteilen von Raumarchitekturen aus Bayern aus, vor allem Decken aus Schlössern, aber auch zwei Innenräume, eine bemalte Stube der Weberzunft in Augsburg aus dem 15. Jahrhundert und das sogenannte Fuggerstübchen aus Donauwörth.
In den 1870er Jahren wurden ähnliche Ausstellungsräume in Kunstgewerbemuseen und kulturhistorischen Museen in London, Salzburg, Nürnberg, Berlin und Paris und Zürich eröffnet. Seit dem späten 19. Jahrhundert verbreitete sich der Period-Room in Museen in ganz Europa und dann in Nordamerika.
Ein wichtiges Beispiel dafür ist der Gedanke Wilhelm von Bodes, in einem Museumsneubau Gemälde und Skulpturen gemeinsam zu zeigen und diese in einem optischen Umfeld zu integrieren, das in etwa der Entstehungszeit der in den Räumen gezeigten Kunstwerke entsprach. Eine erste Probe für das neue Konzept wurde 1883 auf einer Ausstellung von Gemälden alter Meister aus Privatbesitz in der Königlichen Akademie der Künste umgesetzt. Um seinen Plan auch für die Berliner Museen verwirklichen zu können und die nötige Unterstützung zu bekommen, gestaltete er 1896 die Kunstsammlung der Kaiserin Victoria in Schloss Friedrichshof nach diesem Prinzip um und erwarb sich so das Wohlwollen der Herrscherfamilie, die fortan seine Pläne für die Errichtung eines Renaissance-Museums, dem 1904 eröffneten Kaiser-Friedrich-Museum (heute Bodemuseum) unterstützten. Zur Umsetzung dieses Vorhabens hatte Bode in Italien verstärkt originale Portale, Kamine, Truhen und weitere Architekturteile angekauft, die in dem Museumsneubau integriert wurden. Bode übertrug das Konzept auch auf die Bestände altdeutscher und altniederländischer Kunst, das 1930 im neu errichteten Deutschen Museum im Nordflügel des heutigen Pergamonmuseums ebenfalls umgesetzt wurde.
Während sich Period Rooms in anderen Ländern als großer Erfolg erwiesen, galt dieses Ausstellungskonzept im Nachkriegsdeutschland, insbesondere der Bundesrepublik, als antiquiert. In der DDR hielt man dagegen, speziell im Bodemuseum, an dem Konzept fest. Nach der Vereinigung der Berliner Museumsbestände entbrannte auch ein Streit über deren Präsentation, in dem die Traditionalisten darauf bestanden, bei der Aufstellung der Kunstwerke auf der Museumsinsel an den Period Rooms festzuhalten. Während sich anfänglich die Gegner dieser traditionellen Präsentation durchsetzten und diese mit dem Neubau der Berliner Gemäldegalerie zementierten, übernahm mit Peter-Klaus Schuster ein neuer Generaldirektor der Staatlichen Museen Preußischer Kulturbesitz, die Leitung der Museen und regte erneut eine Rückbesinnung auf die alte Ausstellungstradition an, die seit 2006 in kleinem Maßstab wieder im Bodemuseum sichtbar ist.
Period Rooms in Museen gibt es heute nicht nur für Sammlungen alter europäischer Kunst, sondern auch für asiatische, antike und völkerkundliche Sammlungen.

## Museen mit Period Rooms (Auswahl)
- Amsterdam: Stedelijk Museum
- Basel: Historisches Museum Basel
- Berlin: Bodemuseum
- Boston: Museum of Fine Arts

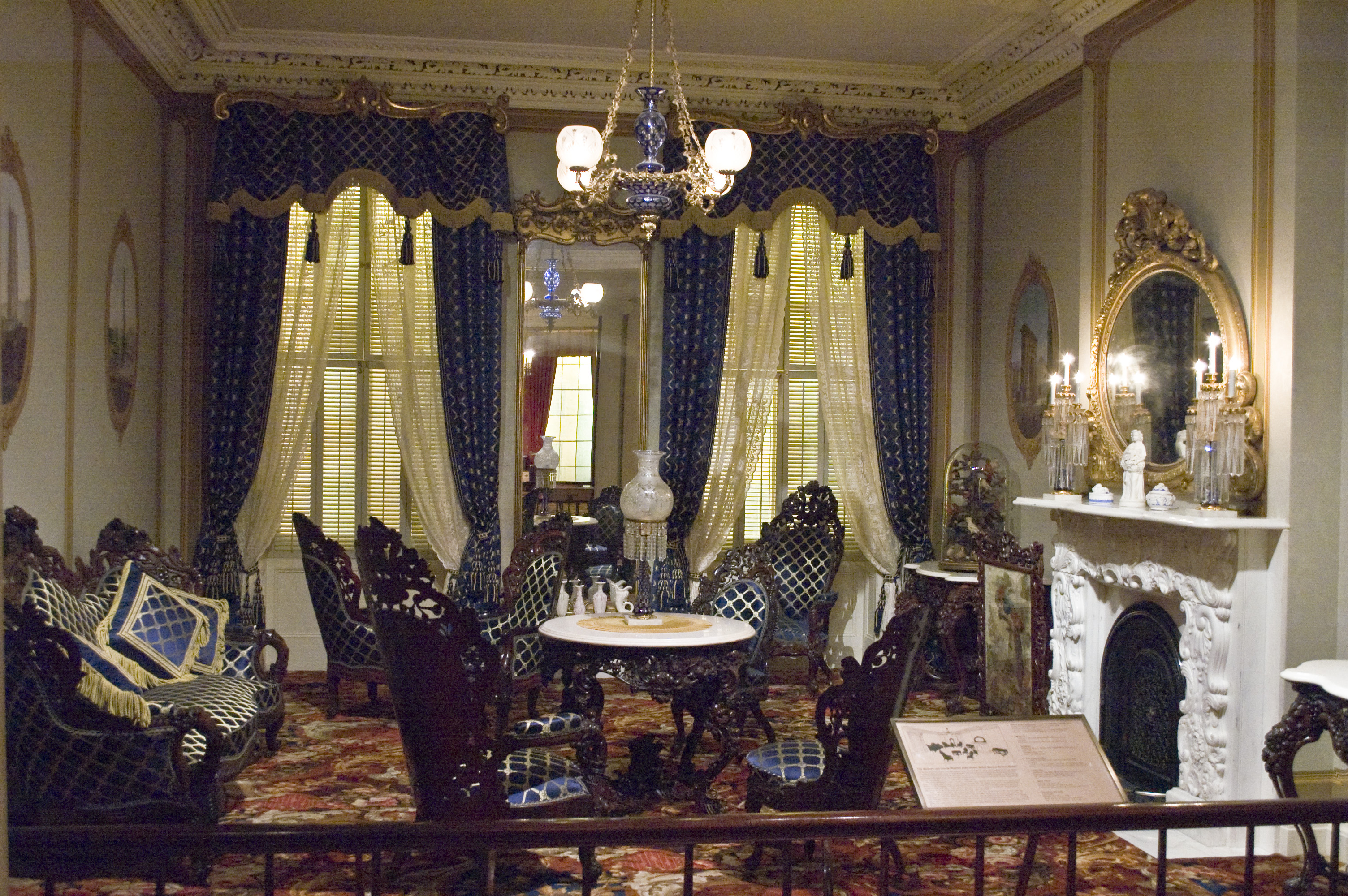
Period Room im Metropolitan Museum of Art, New York, um 1855, im Stil des Neo-Rokoko

- Graz: Universalmuseum Joanneum, Museum im Palais
- Hamburg: Museum für Kunst und Gewerbe
- Heidelberg: Kurpfälzisches Museum
- Kansas City: Nelson-Atkins Museum of Art
- London: Victoria and Albert Museum
- Minneapolis: Minneapolis Institute of Arts
- New York: Brooklyn Museum
- New York: Metropolitan Museum of Art
- Philadelphia: Philadelphia Museum of Art
- Saint Louis: Saint Louis Art Museum
- San Francisco: De Young Museum
- Zürich: Landesmuseum